# Мондрус, Лариса Израилевна
Лари́са Изра́илевна Мо́ндрус (латыш. Larisa Mondrusa, нем. Larissa Mondrus; 15 ноября 1943, Джамбул, Казахская ССР) — советская певица и актриса. В 1970-е годы, после эмиграции из СССР, выступала на эстраде ФРГ.
Помимо русского, свободно владеет ещё семью языками: идишем, английским, итальянским, немецким, польским, латышским и французским, на которых с успехом пела эстрадные песни.

## Биография
Лариса Мондрус родилась 15 ноября 1943 года в Джамбуле, в семье Лидии Григорьевны Заплетиной и Израиля Иосифовича Мондруса (1923—?).
После окончания Великой Отечественной войны семья переехала в Ригу.
В 1962 году Лариса окончила Рижское музыкальное училище и в том же году прошла по конкурсу в Рижский эстрадный оркестр (РЭО) при Рижской филармонии, где познакомилась с одноклассником Р. Паулса по специализированной музыкальной школе, дирижёром и аранжировщиком Эгилом Шварцем. Кроме прочего, Мондрус произвела впечатление на Шварца тем, что свободно исполнила шлягеры на языках оригинала — польском, итальянском, французском, английском. Личные отношения Мондрус и Шварца переросли чисто деловые и творческие, и в 1964 году они поженились. Как рассказывал Шварц, он как продюсер всячески способствовал популярности Ларисы, держал её «на длинном поводке», оставляя и ей, и зрителям иллюзию полной свободы в жизни и на эстраде. В том же 1964 году они получают приглашение в Москву работать в оркестре Эдди Рознера. Позже Лариса переходит на работу в Московский мюзик-холл, с которым дважды выезжает на гастроли в Польшу и Германскую Демократическую Республику.
Всесоюзной известности певицы способствовали её выступления на Центральном телевидении. Начало положил «Новогодний огонёк» 31 декабря 1964 года, где Лариса Мондрус появилась с песней «Лунный свет» Э. Рознера. А «звёздным часом» для 22-летней рижанки стал «Огонёк» в ночь на 1 января 1966 года, когда Лариса Мондрус оказалась в центре внимания — за одним столом с космонавтами Ю. Гагариным, А. Леоновым и П. Беляевым. Тогда она исполнила песню Э. Итенберг «Нас звёзды ждут» и твист Э. Шварца «Милый мой фантазёр». Для очередного «Новогоднего огонька» певица вместе с Поладом Бюльбюль оглы и Муслимом Магомаевым записала первый игровой клип с «объяснением в любви» — «Разговор птиц», что было новым и необычным для советского телевидения. Певица участвует и в других телепередачах: «Проспект молодости»; выступает в эфире радиостанций «Маяк» и «Юность», поёт в популярной радиопередаче «С добрым утром!», записывается на пластинки журнала «Кругозор».
С 1968 по 1972 годы работает в Москонцерте.
Большой успех певице принесло исполнение песни «Билет в детство» (муз. Ф. Миллера, ст. Р. Рождественского, которая позже вошла в репертуар Э. Пьехи). В середине 1960-х годов, во многом благодаря запоминающимся выступлениям на новогодних «Голубых огоньках», певица завоёвывает всесоюзную популярность. Она продолжает выступать на телевидении, снимается в кино. Пластинки с записями её песен расходятся очень большими тиражами. Лариса Мондрус много гастролирует и её выступления неизменно проходят с большим успехом. Известные советские композиторы предлагают ей свои новые песни.
Лариса Мондрус пела некоторые песни Раймонда Паулса. Наибольшим успехом у слушателей пользовалась песня «Синий лён», которая принесла известность как певице, так и композитору.
В её репертуаре много песен о любви («Древние слова» Л. Гарина, стихи Н. Олева, «Для тех, кто ждёт» П. Аедоницкого, стихи Л. Дербенёва, «Всё равно» Э. Рознера, стихи М. Пляцковского, «Через море перекину мосты» А. Флярковского, стихи Р. Рождественского и другие.)
Складывалась парадоксальная ситуация: людям нравятся её песни о простых человеческих чувствах, а чиновники из Министерства культуры настойчиво рекомендуют ей «гражданскую тематику»:

«„Душенька“, ну что вы о любви да о любви. Включите в репертуар что-нибудь патриотическое, — советовал ей один опытный администратор, — Подготовьте, к примеру, „Песни военных лет“. Там (палец вверх!) это оценят. Глядишь, и звание получите…».  Мондрус одна из первых начала пританцовывать во время пения, что тогда, в 1960-х, не одобрялось. «Эротическое сияние» Мондрус считал ключом её успеха на эстраде муж и продюсер певицы Эгил Шварц
.
Несмотря на популярность у зрителей, благодаря которой Мондрус снялась в художественном фильме «Дайте жалобную книгу» (певица в кафе; исполнение песни А. Лепина, на стихи А. Галича «Добрый город»), официальная критика её не приняла.
Певица отказывалась петь идеологически выдержанную «гражданскую тематику», навязываемую Министерством культуры СССР и идти на какие-либо компромиссы с руководством советской эстрады, в результате чего она становится «невыездной». Государственные концертные организации Чехословакии и ГДР приглашают певицу на гастроли, но в Госконцерте ей заявляют: «Заявок на Мондрус нет»
В 1971 году, после прихода в руководство Госкомитета по радио и телевещанию Сергея Лапина, её, наряду с Вадимом Мулерманом, лишают телеэфиров. Без объяснения причин Мондрус лишают сольных концертов, находя для этого формальные предлоги.. Однажды такой запрет был вызван тем, что она осмелилась выступить в Звёздном городке в мини-юбке.
Лариса Мондрус и Эгил Шварц решили уехать из страны. В 1973 году они подали документы в ОВИР и в том же году, получив разрешение на выезд в Израиль, покинули СССР. «Операция „Лара“» — так называли отъезд певицы из СССР.

### В Германии
В марте 1973 года Лариса Мондрус вместе с мужем эмигрирует в ФРГ. По воспоминанию Мондрус, перед ними был выбор, где поселиться: Гамбург, Кёльн или Мюнхен. Они выбрали Мюнхен и впоследствии никогда об этом решении не жалели. Купив дом, семья Шварц-Мондрус переселяется в Грюнвальд — пригород Мюнхена.
Решив продолжать карьеру певицы, Лариса заключила контракт с крупной фирмой Polydor Records и уже в 1974 году выпустила первый альбом на немецком языке «Die Herzen singen». К 1977 году она приобрела европейскую популярность как Larissa, много гастролировала, часто выступала на немецком телевидении как с сольными номерами, так и в различных музыкальных шоу, с такими известными певцами в качестве партнёров как Иван Ребров, Карел Готт, Витторио Касагранде, Михаэль Шанце и другими. Пела песни на немецком, английском, латышском, итальянском, иврите. Благожелательная критика подчёркивала не только вокальные данные певицы (голос), но и её яркую внешность, сценическую пластичность и артистичность.
В 1977 году её имя вошло в известный на Западе справочник «Star szene 1977» наряду с именами Э. Фицджеральд, Ф. Синатры, Б. Стрейзанд, Д. Руссоса, К. Готта и других.
Некоторое время работала диктором на Радио «Свобода» в Мюнхене — читала новости. Была дружна с Александром Галичем.
В 1982 году у Ларисы Мондрус рождается долгожданный сын Лорен и через два года она оставляет сцену. Купив обувной магазин в Мюнхене, она с тех пор занимается бизнесом.
В начале 2000-х годов певица гастролировала в Риге, встречалась с композитором Раймондом Паулсом.

### В России
- Летом 2001 года Лариса Мондрус впервые за 28 лет посетила Москву, где приняла участие в телевизионных передачах и радиоэфирах.
- В 2002 году о Ларисе Мондрус был снят документальный фильм «Хвост кометы».
- С 29 октября по 4 декабря 2004 года Лариса Мондрус выступила в 15 сольных концертах.
- В 2005 году она выступила в Юрмале на фестивале «Новая волна».
- В 2007 году в серии «Золотая коллекция Ретро» вышел CD диск певицы. В этом же году вышел видеодиск «Золотая коллекция Ретро. Лариса Мондрус». «— Я лично участвую в подборе песен для этого диска. Жаль, что нет возможности познакомить слушателей со всем репертуаром, ведь был период, когда песни в моём исполнении не звучали, а на студиях и на радио их размагнитили из-за того, что я уехала в Германию. Теперь говорят, что в России очень сильная волна популярности ретро-музыки, и я очень рада, что в неё попала. Честно говоря, думала, что мои песни уже забыты, а оказывается, они по-прежнему популярны.»[источник не указан 1131 день]
- На канале «Россия-1» 25 января 2009 года был показан документальный фильм о Ларисе Мондрус — «Спасти себя. Лариса Мондрус» (2008)[11][12].
- 30 мая 2009 года Лариса Мондрус участвовала в программе «ДОстояние РЕспублики» на Первом канале.
- 3 января 2010 года по телеканалу РТР в цикле телепередач «Лучшие годы нашей жизни» выступала Лариса Мондрус.
- В 2017 году в Екатеринбурге в Театре музыкальной комедии был поставлен спектакль «Оттепель. Мелодии судьбы», посвящённый творчеству трёх звёзд советской эстрады — Нины Бродской, Аиды Ведищевой и Ларисы Мондрус[источник не указан 1369 дней].
- В субботу 29 сентября 2018 года Лариса Мондрус и Эгил Шварц были гостями программы «Привет, Андрей!» с Андреем Малаховым на телеканале РОССИЯ-1. Программа была посвящена певцу Александру Серову.
- В субботу 22 декабря 2018 года была гостем программы «Привет, Андрей!» с Андреем Малаховым на телеканале РОССИЯ-1. Выпуск был посвящён «Голубым огонькам».

## Семья
- Муж — Эгил Шварц (род. 1935), латвийский композитор и джазовый музыкант. Официально зарегистрировали отношения в 1964. Проживают в Грюнвальде[13].
  - Сын — Лорен Шварц (род. 1982). Подавал большие надежды как музыкант-пианист, но затем ушёл в науку и сейчас[когда?]

 возглавляет кафедру автоматизации медицинских процедур на факультете информатики в Мюнхенском техническом университете[14].
    - У Лорена двое детей: дочь и сын (близнецы, род. 2015).

Мондрус признаётся, что смотрит российское телевидение и следит за развитием российской музыки.

## Дискография
- Дискография Ларисы Мондрус. (версия от 17 июля 2003). // popsa.info. Дата обращения: 12 июля 2022. Архивировано 18 февраля 2013 года.

## Фильмография
| Год  | Название фильма          | Песня                                  | Примечание                                                |
| ---- | ------------------------ | -------------------------------------- | --------------------------------------------------------- |
| 1965 | «На завтрашней улице»    | «Костёр на снегу»                      | за кадром                                                 |
| 1965 | «Дайте жалобную книгу»   | «Добрый вечер»                         | в кадре (в титрах — Л. Мандрус)                           |
| 1966 | «Сказки русского леса»   | «Песня птиц»                           | в кадре                                                   |
| 1967 | «Зареченские женихи»     | «У всех по-разному»                    | за кадром                                                 |
| 1968 | «Следствие продолжается» | «Глаза» «Вечерний Баку»                | за кадром                                                 |
| 1968 | «Улыбнись соседу»        | «Древние слова» «Между небом и землёй» | в кадре (в 1973 г. эти фрагменты были вырезаны из фильма) |
| 1968 | «У себя дома»            | «Осень на пляже»                       | за кадром                                                 |
| 1970 | «Песни моря»             | «Я девчонка» «Не моя вина»             | за кадром (в кадре Н. Фатеева)                            |
| 1970 | «Опекун»                 | «Белый пароход»                        | за кадром                                                 |
| 1970 | «Дело о…»                | «Синий лён»                            | в кадре                                                   |
| 1971 | «Джентльмены удачи»      | «Проснись и пой»                       | за кадром (в кадре — Галина Микеладзе)                    |